# 권기홍 (야구 선수)
권기홍(權奇弘, 1961년 7월 12일~2023년 3월 19일)은 대한민국의 야구선수이다. 전 KBO 리그 삼성 라이온즈의 선수로 활동했다. 경주중학교 체육교사 겸 야구부장을 맡았으며, 정년을 앞둔 2023년 3월 갑작스런 심장마비로 사망했다.
한편, 중학교(경상중) 시절 전국대회를 석권하다시피해 최우수선수상 2회-타격상-우수투수상을 두루 받았지만  고등학교(대구상고) 진학 후 박영진 양일환 등 선배 투수들에 가려 거의 빛을 보지 못했고 이들이 졸업한 뒤 고등학교 3학년이 된  1979년 봄 연습 게임 도중 왼쪽 엄지를 다쳐 결장해 대통령배 고교야구대회 본선 출전권을 잃었으며 이 때 의사의 반대를 무릅쓰고 청룡기 경북 예선전에 등판하여 기어이 본선 진출권을 따냈는데 그 당시 5경기를 완투하면서 1자책점만을 허용하여 평균자책점 0.232를 기록했으나 본선에는 2회전 탈락이란 아픔을 맛봤으며 이 해 봉황대기 1회전 탈락, 황금사자기 경북 예선 탈락했고  같은 해 말 영남대 동국대 연세대 등에서 스카우트 제의가 왔지만 건국대를 선택했다.

## 학력
- 대구수창초등학교
- 경상중학교
- 대구상업고등학교
- 건국대학교

## 선수 경력

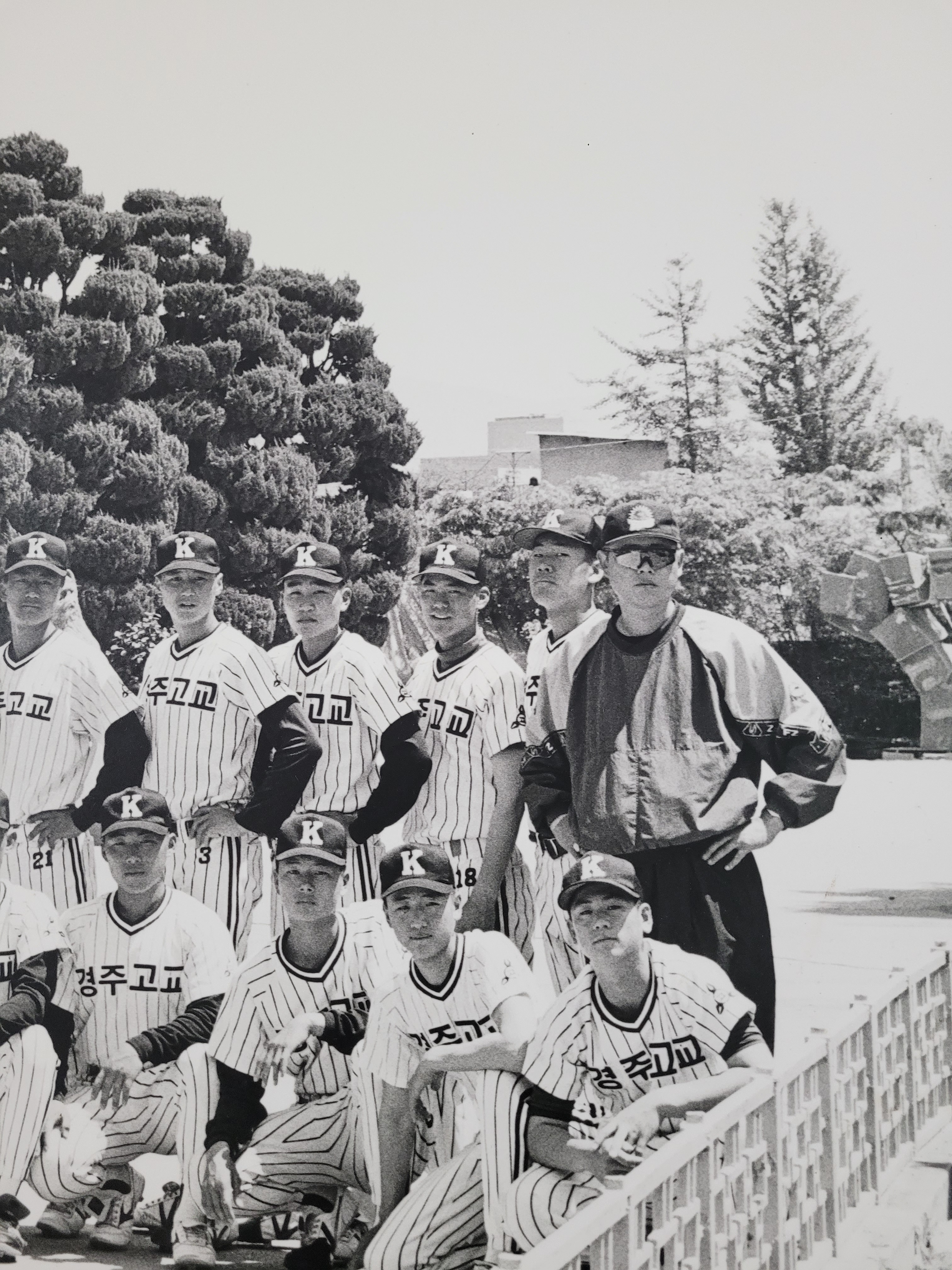
경주고교 감독 시절

1984년부터 1988년까지 삼성 라이온즈 선수로 활동했으나 고등학교 3학년 시절 혹사당한 탓인지  대학 시절 뿐 아니라 프로에서 이렇다할 성적을 보이지 못했다.